# کیوگیوشینشو
کنجودو شینجیتسو کیوگیوشو مونرویی (به روماجی: Kenjōdo Shinjitsu Kyōgyōshō Monrui)که اغلب به اختصار کیوگیوشینشو (به روماجی: Kyōgyōshinshō) خوانده می‌شود، اثر بزرگ شینران، بنیان‌گذار فرقه بودایی ژاپنی، جودو شینشو است. این عنوان اغلب به‌عنوان آموزش واقعی، تمرین، و تحقق راه زمین پاک ترجمه می‌شود. این اثر پس از تبعید شینران نوشته شده‌است و گمان می‌رود در سال ۱۲۲۴ سروده شده باشد.
این اثر ترکیبی از سوتراهای مختلف بودایی را در ادبیات مهایانه نشان می‌دهد، از جمله سوترای بزرگ‌تر از زندگی بی‌اندازه، نیروانا سوترا، آواتامساکا سوترا و ماهاپراجناپارامیتا سوترا. به این ترتیب، شینران اندیشه جودو شینشو را توضیح می‌دهد. این اثر به شش فصل تقسیم شده‌است که شامل پیش‌گفتار نمی‌شود:
- فصل ۱ - آموزش
- فصل ۲ - تمرین
- فصل ۳ - شینجین، به‌اضافه مقدمه اضافی
- فصل ۴ - تحقق
- فصل ۵ - بودای واقعی و سرزمین
- فصل ۶ - بودای دگرگون‌شده و سرزمین

علاوه بر نقل قول‌های مکرر از سوتراهای بودایی، شینران اغلب از استادان دارما جودو شینشو نقل می‌کند، که دودمان آموزشی را تشکیل می‌دهند، و از گوتاما بودا تا هونئن معلم شینران را شامل می‌شود. در ابتدای هر فصل، شینران با عبارت «تأمین‌شده توسط گوتوکو شینران، شاگرد گوتاما بودا» (به انگلیسی: Compiled by Gutoku Shinran, Disciple of Shakyamuni) شروع می‌شود. نام گوتوکو یا «احمق و کله‌خراب» نامی بود که شینران پس از تبعید از کیوتو به خود داد.

## فصل ۱
این بخش کوتاه‌ترین فصل از شش فصل است، و بیش‌تر از سوترای بزرگ‌تر زندگی بی‌اندازه نقل‌قول می‌کند، تا توضیح دهد که مواجهه با بوداساتوا برای همه موجودات بسیار نادر و خوش‌یمن است، و این‌که ظهور شاکیامونی بودا در جهان صریحاً برای ارائه آموزه‌های سرزمین پاک بوده‌است.

## فصل ۲
این فصل به تفصیل بیش‌تر اساس اندیشه بودایی سرزمین پاک را بررسی می‌کند:
- این‌که بودا آمیتابه یک سری عهد کرد که همه موجودات را نجات دهد
- که مهم‌ترین نذر هجدهمین، یا نذر اولیه است که اگر موجودات را بخوانند به سرزمین پاک هدایت شوند.
- این‌که بودا آمیتابه با ارائه راهی برای رهایی از رنج که همه می‌توانستند تمرین کنند، در پی برتری در میان بوداها بود.

بعداً این فصل به ترتیب زمانی از نوشته‌های ناگارجونه، واسوباندو، شان تائو و هونئن و همچنین دیگر پدرسالاران جودو شینشو به‌طور طولانی نقل‌قول می‌کند. به‌نظر می‌سد شینران در حال ارائه یک سری ایده‌ها در میان نویسندگان بودایی است که تکامل بودیسم سرزمین پاک را نشان می‌دهد. از جمله موضوعات مورد بحث و ذکر شده، تلاوت نام آمیتابه، یا نیانفو، مسیر بوداسف، و ماهیت خود سرزمین پاک است.
در پایان، شینران به موضوع «تاریکی» یا «قدرت دیگر» می‌پردازد و دوباره از سوترها و تفاسیر مختلف نقل می‌کند تا ایده‌های خود را بر آن استناد کند. در پایان فصل ۲، شینران سرود معروف خود، شوشینگ یا «سرود ایثار واقعی» را می‌نویسد، که سنگ بنای عبادت جودو شینشو است.

## فصل ۳
پیش‌گفتار این فصل با بحث شینران در مورد اعتقاد خود به شین جین یا سپردن کامل به آمیتابه بودا و این‌که چگونه سایر مکاتب متمرکز بر قدرت خود در تلاش‌های خود دچار مشکل می‌شوند، شروع می‌شود.
در خود فصل ۳، شینران شین‌جین را با جزئیات زیادی مورد بحث قرار می‌دهد و این‌که چرا در تمرین، جودو شینشو مرکزی است. از نظر شینران، سپردن کل به آمیتابه مطمئن‌ترین راه برای تولد دوباره انسان‌های معمولی در سرزمین پاک بود، زیرا تولد دوباره به‌طور کامل از طریق شفقت و خرد آمیتابه رخ می‌داد. بار دیگر، شینران به‌طور مفصل از تان لوان و شان تائو نقل‌قول می‌کند که این موضوع را به تفصیل در توضیح ایده‌های تلاوت آمیتابه و سپردن خود به انجام آن بیان کردند.
شینران سپس ماهیت شین جین را مورد بحث قرار می‌دهد و آن را به‌عنوان «ذهنی مشتاق روشن‌گری بزرگ» به شیوه‌ای متعالی توصیف می‌کند؛ برخلاف شیوه مستقیمی که در شیوه‌های خودمحور یافت می‌شود. در این‌جا شینران این نکته را تکرار می‌کند که اگر کسی «عمل‌های متفرقه» را رها کند و خود را برای یک لحظه فکر به آمیتابه بسپارد، به حالت شین‌جین می‌رسد و تولدش در سرزمین پاک تضمین می‌شود.
سپس شینران مزایای تمرین نیانفویا تلاوت نام آمیتابه را فهرست می‌کند. این‌ها عبارتند از احساس شادی، ستایش بوداهای بی‌شمار، حفاظت از بوداهای بی‌شمار، و حالت «سکون واقعی». آخرین بخش از فصل ۳ بر روی آن چیزی تمرکز دارد که افرادی را تعریف می‌کند که با سایر اعمال بودایی نمی‌توانند نجات یابند، که به‌عنوان محور اصلی نذر اولیه آمیتابه دیده می‌شود.

## فصل ۴
در فصل نسبتاً کوتاه ۴، شینران با نوشته‌هایی دربارهٔ طبیعت آمیتابه به‌عنوان خود شاکیه مونی شروع می‌کند، و این‌که کسانی که به شین‌جین می‌رسند از نیروانا مطمئن هستند. نقل‌قول ابتدای فصل قابل توجه است:
... از آن‌جا که آن‌ها [که به شین‌جین دست یافتند] در میان ساکنان واقعاً ساکن هستند، لزوماً به نیروانا می‌رسند… نیروانای عالی، دارما-بدن مخلوق [دارماکایا] است. دارما-بدن مخلوق واقعیت واقعی است. واقعیت واقعی دارما-طبیعت است. دارما-طبیعت چنین است. چنین بودن، یگانگی است. آمیدا تاتاگاتا از چنین بودن بیرون می‌آید و بدن‌های مختلفی را بروز می‌دهد…
پس از مقدمه، شینران در مورد این ایده که برای اولین بار توسط هونئن مطرح شد، در مورد قصد آمیتابه برای هدایت همه موجودات به سرزمین پاک از طریق سیمران می‌نویسد تا بتوانند بوداسف شوند. این بوداسف‌ها سپس به جهان باز خواهند گشت تا موجودات دیگر را در مسیر بودایی هدایت کنند.
بار دیگر، شینران با استناد به نوشته‌های شین بودیسم گذشته اندیشه سرزمین پاک، این ایده‌ها را بسط می‌دهد.

## فصل ۵
فصل ۵ به سرزمین پاک آمیتابه بودا و تولد در آن‌جا اختصاص دارد. شینران می‌نویسد که سرزمین پاک نشان‌دهنده حقیقت و واقعیت است و به‌محض تولد در سرزمین پاک، توهمات فرد بلافاصله از بین می‌رود. همان‌طور که بودا آمیتابه حقیقت را تجسم می‌بخشد (که با نور بی‌نهایت نمادی می‌شود)، سرزمین پاک و تولد او در آن‌جا نشان‌دهنده بیداری از توهمات و آلودگی‌هاست. این ادعای فصل ۴ را تکمیل می‌کند که شین‌جین همان نیروانا است.

## فصل ۶
فصل ۶ طولانی‌ترین فصل کیوگیوشینشو است و سایر فرقه‌ها و شیوه‌های بودایی را به‌عنوان اشکال مختلف اوپایا (مصلحت) در متن بودیسم سرزمین پاک آورده‌است. سایر نویسندگان بودایی در ژاپن قرون وسطی به همین ترتیب سعی کردند فرقه‌های بودایی را به‌شکلی از سلسله‌مراتب طبقه‌بندی کنند، و در این‌جا شینران نیز تلاش می‌کند همین کار را انجام دهد. شینران معتقد است که در عصر مپپو، بیش‌تر شیوه‌ها و آموزه‌های اولیه از بین رفته یا کارایی خود را از دست داده‌اند، و بنابراین تنها مسیر ماندگار، مسیر سرزمین پاک است.

پایان فصل ششم، پس‌نوشته، شامل زندگی‌نامه مختصری است، به‌ویژه در طول و پس از تبعید شینران از کیوتو در سال ۱۲۰۷. او در مورد چگونگی رسیدن به تعالیم هونئن در سال ۱۲۰۱ می‌نویسد و احساس می‌کند که از آن زمان تاکنون شاگرد او باقی مانده‌است. او توضیح می‌دهد که انگیزه‌اش سهیم شدن در شادی خود، در یافتن سرزمین پاک است، و امیدوار است که دیگران نیز به آمیتابه پناه ببرند. شینران کیوگیوشینشو را با قطعه‌ای از گل‌گارلند سوترا به پایان می‌رساند:

با دیدن یک بوداسف
انجام تمرین‌های مختلف،
برخی باعث ایجاد یک ذهن خوب و برخی دیگر به ذهنی شرور می‌شوند.
اما بودیساتوا همه آن‌ها را در آغوش می‌گیرد.